# Baureihe 627
Baureihe 627, w Polsce oznaczone jako VT627 – wagon silnikowy napędzany silnikiem Diesla. Był produkowany przez niemieckie zakłady MAN i Duewag. Fabrycznie był produkowany równolegle z serią VT628, które były ich rozwinięciem konstrukcyjnym jako spalinowe zestawy trakcyjne, jednakże w latach 2001–2006 były przebudowywane na wagony motorowe.

## VT627.0 i VT627.1
W latach 1974–1975 pracowano nad spalinowym zestawem trakcyjnym, który byłby odpowiedzią na zapotrzebowanie na pociągi przeznaczone do ruchu lokalnego jak i międzyregionalnego, przy jednoczesnym wycofywaniu starszych konstrukcji jak VT515. VT627 nie okazał się konstrukcją udaną więc dość szybko zdecydowano się na jego przebudowę z SZT na wagon motorowy. Pierwsza seria produkcyjna napędzana była silnikami MAN o mocy 2×287 kW. Wyprodukowano tylko 8 zestawów, oznaczonych numerami 627.001–008. Druga seria produkcyjna oparta była na zmodernizowanych silnikach DB o mocy 2×294 kW. Wyprodukowano tylko 5 sztuk oznaczonych 628.011–015. 
Po wycofaniu z ruchu w Niemczech zestaw VT627.001 został zachowany do celów muzealnych i jest obecnie eksponatem jeżdżącym. Pozostałe zestawy I serii produkcyjnej – 002, 004, 006, 007 jak i jeden pojazd II serii produkcyjnej – 103 zostały zezłomowane.
W 2005 Samorząd Województwa Mazowieckiego kupił od DB Regio 7 egzemplarzy przebudowanych na wagony motorowe dwóch serii DB – 627.0 (003, 005, 008) i 627.1 (101, 102, 104, 105) wraz z czterema rodzimymi VT628.0. W latach 2005–2006 dostarczono je do Polski, zmodernizowano i przekazano do eksploatacji Kolejom Mazowieckim, które dzierżawią wagony od Mazowieckiej Spółki Taborowej. Przewoźnik oznaczył pojazdy jako VT627, zachowując niemieckie numery inwentarzowe. W 2008 rozpoczęto realizację napraw okresowych tych pojazdów. Pociągi obsługują połączenia o mniejszych potokach jak: Kutno – Sierpc, Nasielsk – Sierpc, oraz dłuższe połączenia o większych potokach Tłuszcz – Nowy Dwór Mazowiecki – Nasielsk – Sierpc – Kutno i Tłuszcz – Warszawa Wschodnia – Siedlce – Czeremcha.
W 2013 roku pojazd VT627-005 uległ uszkodzeniu w wypadku kolejowym. Wobec nieopłacalności naprawy został zezłomowany i wykorzystany jako dawca części. Pozostałe dwie jednostki pierwszej serii jeździły do 2015 roku, po czym zostały wycofane z ruchu i stały się dawcami części do jednostek drugiej serii.
11 czerwca 2023 roku po otwarciu fragmentu linii kolejowej nr 35 dla ruchu pasażerskiego w województwie mazowieckim wagony silnikowe VT627 skierowano do obsługi połączenia Ostrołęka – Chorzele.
Jesienią 2022 roku Koleje Mazowieckie ogłosiły przetarg na naprawę P4 czterech pojazdów VT627 drugiej serii, wobec którego wybrano spółkę «CSI Invest». Eksploatacja VT627 planowana jest w przybliżeniu do lat 2027/2028.

## Galeria

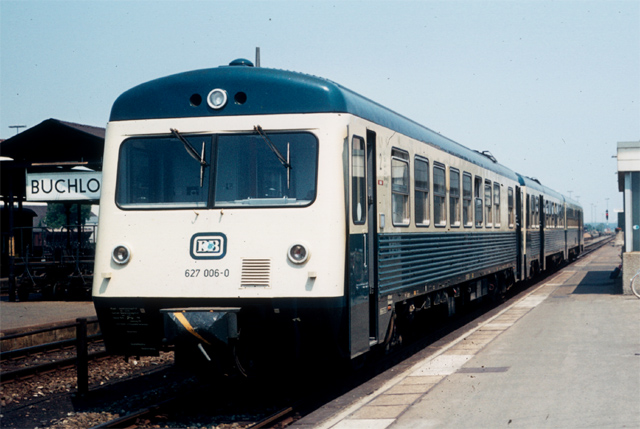
VT627 kolei DB na stacji w Buchloe 1978g.
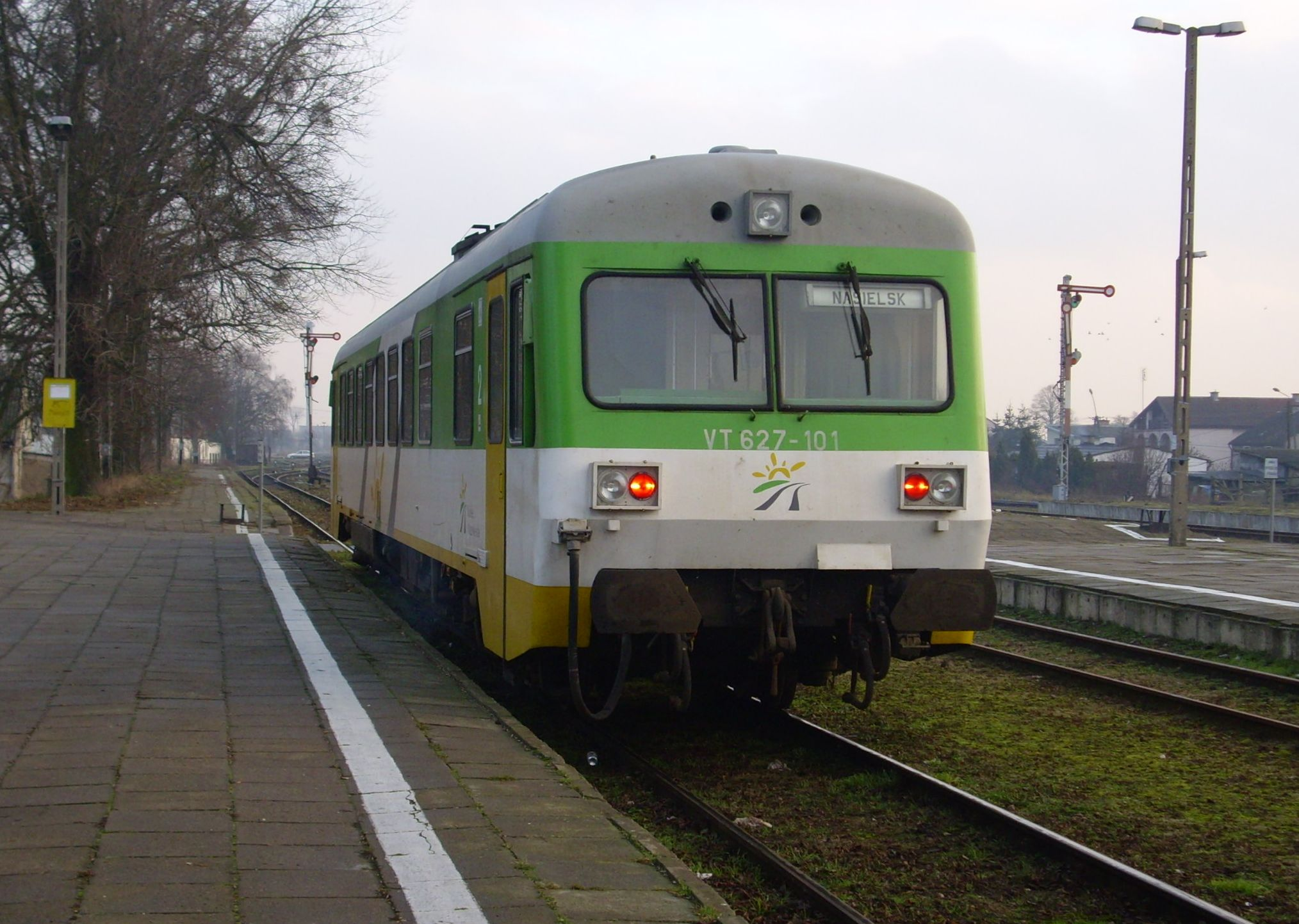
VT627-101 na stacji w Sierpcu